# 月子 (漫畫家)
月子（5月14日），日本女性漫画家。岩手縣盛岡市出身。

## 來歷
2000年於『別冊Young Magazine』（講談社）雜誌上出道。之後、陸續在『Young Animal嵐』（白泉社）、『Magazine SPECIAL』、『FEEL YOUNG』（祥傳社）、『Jump改』（集英社）等雜誌上發表作品。

## 作品列表

### 連載
- （『Magazine SPECIAL』2006年4月號 - 11月號）- 未單行本化
- 她與相機與她的季節（彼女とカメラと彼女の季節）（『月刊モーニングtwo』49号（2011年8月發售） - 2014年9月號（7月發售）） - 單行本全5卷
- （『good! Afternoon』22號（2012年5月發售） - 2015年7月號） - 單行本全4卷
- （『Big Comic Superior』2012年22号（10月發售） - 連載中） - 原作：森高夕次
- バツコイ（『ハツキス』2015年1月号（2014年12月發售） - 連載中）
- （『月刊Big Comic Spirits』2015年7月号 - 2016年10月號）

### 單篇
- （『別冊少年Magazine』2011年10月號）
- おさな、なじめば。（『Jump改』7號、2012年1月發售）
- （『Super Jump』2012、2012年1月發售）
- （『Jump改』9號、2012年3月發售）
- （『Jump改』2012年8月號）
- ちょうちょうなんなん（『Big Comic Spirits』2014年2・3合併號）

## 外部連結
- 彼女とカメラと月子通信 （页面存档备份，存于） - 本人的部落格
- 月子的X（前Twitter）